# 粗尾下口鯰
粗尾下口鯰（学名：Hypostomus crassicauda）為輻鰭魚綱鯰形目甲鯰科的其中一種，為熱帶淡水魚，分布於南美洲Sipaliwini河上游流域，體長可達14.3公分，棲息在底層水域，生活習性不明。
其种加词“crassicauda”意为“厚尾的”。